# Tallahassee, Florida
Tallahassee là thủ phủ của tiểu bang Florida, Hoa Kỳ, và là quận lỵ Quận Leon. Nó nằm về phía Bắc của tiểu bang. Tallahassee cũng là một trung tâm giáo dục của vùng nông nghiệp trù phú xung quanh. Các ngành công nghiệp của thành phố và khu vực vùng đô thị bao gồm: gỗ, chế biến thực phẩm, vật tư xây dựng, vật tư ngành in, thuốc súng. Thành phố này có Phòng Thí nghiệm Từ Trường cao Quốc gia (National High Magnetic Field Laboratory), một viện nghiên cứu khoa học hiện đại. Thành phố cũng có các trường đại học: Đại học Tiểu bang Florida (1851), Đại học Cơ khí và Nông nghiệp Florida (1887), và một trường cao đẳng cộng đồng. Thành phố Tallahassee có Sân bay Vùng Tallahassee.

## Các địa điểm tham quan
Các điểm tham quan trong thành phố bao gồm: Toà nhà Old Capitol được xây năm 1845 và được xây thêm năm 1902, hiện là một viện bảo tàng; Trung tâm và Bảo tàng Hồ sơ Đen nằm ở trong khuôn viên của Đại học Cơ khí và Nông nghiệp Florida với bộ sưu tập hơn 500.000 tài liệu và hiện vật; Bảo tàng Lịch sử Florida với các hiện vật lịch sử và khảo cổ của tiểu bang. Có nhiều khu vực khảo cổ trong khu vực, bao gồm các Gò đồi Hồ Jackson Indian, có các di vật của một trung tâm lễ nghi trong khu vực giữa các năm 1200 và 1500; Địa điểm Lịch sử và Khảo cổ San Luis. Một phần của Rừng quốc gia Apalachicola gần bên. Tháng 12 mỗi năm, Tallahassee được chiếu sáng bằng hơn 100.000 ngọn đèn khi thành phố tổ chức hội chợ mùa Đông.

## Lịch sử
Nhà thám hiểm Tây Ban Nha Hernando de Soto đã viếng thăm khu vực của thành phố Tallahassee hiện nay trong mùa Đông 1539–1540 và tìm thấy một ngôi làng Apalachee. Sau gần 100 năm sau, những người thuộc Dòng Phanxicô đã thành lập 16 trụ sở hội truyền giáo ở khu vực, trong đó quan trọng nhất là San Luis de Talimali. Sau khi Hoa Kỳ chính thức giành được Florida từ Tây Ban Nha năm 1821, khu vực Tallahassee đã được chọn làm thủ phủ của lãnh thổ Florida do nó nằm trung độ của các trung tâm dân cư St. Augustine và Pensacola. Cơ quan lập pháp đã họp lần đầu ở Tallahassee năm 1824, và thành phố được thành lập năm 1825. Trong thời kỳ Nội chiến Hoa Kỳ (1861–1865), đây là thủ phủ Liên bang nằm ở phía Đông Sông Mississippi không bị quân Liên hiệp (Union) chiếm giữ. Tên gọi của cộng đồng được lấy từ ngôn ngữ Apalachee có nghĩa là "Phổ Cổ" hay "Cánh đồng bỏ hoang".

## Dân số và Diện tích
Tallahassee có diện tích 248 km² và độ cao trung bình 49 m. Theo điều tra dân số năm 2000, người da trắng chiếm 60,4% dân số, da đen 34,2%, châu Á 2,4%, thổ dân Mỹ 0,2%, gốc Hawaii và đảo Thái Bình Dương 0,1%. Người gốc Mỹ Latinh thuộc bất cứ chủng tộc nào chiếm 4,2%, không xác định được dân tộc hay pha trộn chiếm tỷ lệ còn lại. Dân số trong lịch sử: 81.548 (1980); 124.773 (1990); 153.938 (2003).